# Bauer Hockey
Bauer Hockey, Inc, är en av de ledande tillverkarna av ishockeyutrustning. Hockeyutrustning som Bauer producerar inkluderar hjälmar, handskar, klubbor, skridskor, benskydd, byxor, armbågsskydd, liksom målvaktsutrustning.
Företaget var förut ägt av Nike och använde från 2006 varumärket Nike Bauer för sina produkter. Men företaget är numera fristående igen och har då återgått till det "rena" varumärket Bauer.

## Historia
Företaget Bauer Hockey grundades 1927 i Kitchener, Ontario, Kanada av Bauer-familjen, som också var ägare av Western Shoe Company. Bauer var det första hockeyföretaget att börja producera hockeyskridskor i vilka skenorna var knutna till skon. Skon gjordes av Bauer och skenan av det numera nedlagda Starr Manufacturing Company i  Dartmouth, Nova Scotia. Den nya produkten marknadsfördes därefter under varumärket "Bauer Supreme". 
Med ankomsten av skridskor från den legendariska "George Tackaberry" som förvärvades av CCM 1937 - numera tillverkade under namnet "Tacks" - fick Bauer en tuff rival. Den nya skridskon med en CCM Pro-Lite-skena skulle komma att bäras av alla poängkungar i NHL från 1939 till 1969. Bauers återvände dock till rampljuset efter att bolaget betalde stjärnan Bobby Hull för att bära deras skridskor. Detta tillsammans med införandet strax efter av TUUK-chassin inledde en ny era för bolaget. 
Den nuvarande NHLeague-regeln som förbjuder användningen av s.k. "Fancy skates" infördes den 24 september 1927. Detta förbjöd vid den tiden effektivt alla skridskor, förutom s.k. "Tube skates". Plast/gummibromsen som syns på senare "Tube skates" utvecklades av CCM 1960 på grund av en skada som Montreal Canadiens Maurice "Rocket" Richard ådrog sig under säsongen 1958-59. Denna blev sedan obligatoriskt i NHL 1964. 
I början av 1970-talet började Jim Roberts, även han från Canadiens, använda det nu berömda "TUUK-bladet". De uppmärksammade lagkamraterna Guy Lafleur, Steve Shutt och Jacques Lemaire följde snart hans exempel. Framgången med detta bladchassi blev stor. 1995 hade de olika "Canstar"-skridskomärkena (Micron, Bauer, etc.)70% av NHL:s marknadsandelar, medan deras TUUK och ICM-chassin tillsammans hade en 95%:s andel av marknaden. Bauer erbjuder dock inte längre ICM-chassi på sina skridskor, utan endast till målvaktsskridskor, utöver "TUUK"-kåpan. 
År 1994 började Bauer producera perforerade TUUK-chassin som tillät skridskon att göras lättare och mer hållbar. Bauers nuvarande flaggskepp är Nike Bauer Supreme One95. Den använder ett icke-epoxy-baserat material som ska väga 35-45% mindre än sin föregångare, Supreme One90, som vägde 750 gram i storlek 8. Den låga vikten har åstadkommits utan att använda perforerade material. Den används av bland annat Mike Fisher, Eric Cole och Milan Lucic.  